# Shiho Kusunose
Shiho Kusunose (Japans: 楠瀬志保, Kusunose Shiho) (Bekkai (Hokkaido), 23 oktober 1969) is een Japans voormalig langebaanschaatsster. Ze nam tweemaal mee aan de Olympische Winterspelen. De eerste maal, in 1994, schaatste ze de 500, 1000 en 1500 meter, waarop ze respectievelijk als 18e, 6e en 13e eindigde. Vier jaar later reed ze dezelfde drie afstanden, deze keer eindigde ze op de 12e, 11e en 23e plek.
In 1988 brak Kusunose door tijdens het Wereldkampioenschap junioren, waarop ze de bronzen medaille in het eindklassement veroverde en tevens de 1000 meter won. Later werd ze nog een keer tweede en derde in het eindklassement van de Wereldbeker op 1000 meter.
Verder nam ze acht keer mee aan de Wereldkampioenschappen sprint, haar beste prestatie na vier afstanden is de 4e plaats in 1997.

## Persoonlijke records
| Afstand    | Tijd    | Datum           | Baan    |
| ---------- | ------- | --------------- | ------- |
| 500 meter  | 38,89   | 27 maart 1998   | Calgary |
| 1000 meter | 1.17,41 | 27 maart 1998   | Calgary |
| 1500 meter | 2.03,48 | 2 november 1997 | Nagano  |
| 3000 meter | 4.30,19 | 31 juli 1996    | Calgary |
| 5000 meter | 8.11,25 | 7 januari 1993  | Morioka |

## Resultaten
| Jaar | WK sprint            | WK afstanden                | Aziatische Spelen            | Olympische Spelen | Wereldbeker | WK junioren   |
| ---- | -------------------- | --------------------------- | ---------------------------- | ----------------- | ----------- | ------------- |
| 1988 |                      |                             |                              |                   |             | · (4, 9, , 7) |
| 1989 | 14e (17, 21, 11, 14) |                             |                              | 11e (5, 5, 4, 16) |             |               |
| 1990 | 21e (21, 21, 23, 17) | 9e 1000m 7e 1500m           | 13e 500m 15e 1000m           |                   |             |               |
| 1991 |                      |                             | 27e 500m                     |                   |             |               |
| 1992 |                      |                             |                              |                   |             |               |
| 1993 | 7e · (11, 6, 13, )   |                             | 15e 500m 12e 1000m 26e 1500m |                   |             |               |
| 1994 | 8e (11, 6, 15, 6)    | 18e 500m 6e 1000m 13e 1500m | 11e 500m 90e 1000m           |                   |             |               |
| 1995 | 8e (11, 5, 8, 4)     |                             | 9e 500m · 1000m              |                   |             |               |
| 1996 | 8e · (19, 8, 13, )   | 9e 1000m                    |                              | 11e 500m · 1000m  |             |               |
| 1997 | 4e · (9, , 7, 9)     | 14e 500m 4e 1000m           |                              | 14e 500m 5e 1000m |             |               |
| 1998 | 22e (25, 21, 22, 21) | 9e 500m 9e 1000m            | 12e 500m 11e 1000m 23e 1500m | 17e 500m 9e 1000m |             |               |

- = geen deelname
NC# = niet gekwalificeerd voor de laatste afstand, maar wel als # geklasseerd in de eindrangschikking
(#, #, #, #) = afstandspositie op sprinttoernooi (500m, 1000m, 500m, 1000m) of op juniorentoernooi (500m, 1500m, 1000m, 3000m).